# Lombardi, Ltd.
Lombardi, Ltd. è un film muto del 1919 diretto da Jack Conway. La sceneggiatura di June Mathis si basa sull'omonimo lavoro teatrale di Frederick e Fanny Hatton andato in scena a Broadway il 24 settembre 1917 al Morosco Theatre. Prodotto dalla Screen Classics Inc. sotto la supervisione di Maxwell Karger e distribuito dalla Metro Pictures Corporation, il film aveva come interpreti Bert Lytell, Alice Lake, Vera Lewis, Juanita Hansen.

## Trama

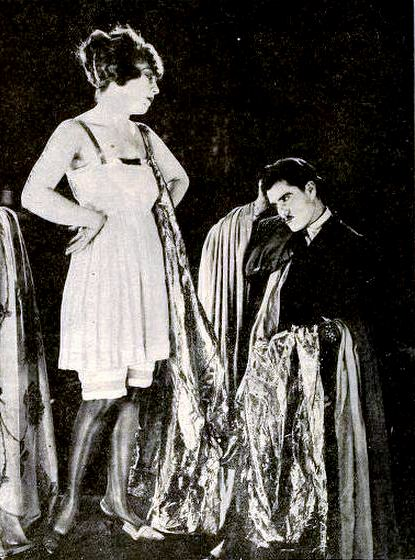
Thea Talbot e Bert Lytell

Tito Lombardi, uno stilista e costumista della Quinta Strada, si trova in difficoltà con la sua casa di moda poiché concede con troppa generosità credito ai suoi clienti. Uno di questi, Max Strohm, impresario di una rivista teatrale, gli ha garantito il pagamento dei suoi sontuosi costumi non appena lo spettacolo comincerà a essere in attivo. Tito, poi, ha un altro colpo di testa, chiedendo la mano a Phyllis Manning, una delle showgirl, cosa che provoca lo sgomento di Norah Blake, la sua fedele collaboratrice, innamorata da sempre del suo capo. Phyllis, che lui non ha neanche tentato di baciare ma alla quale ha presentato le sue collezioni più raffinate, comincia a pensare già alla data delle nozze, senza disdegnare nel frattempo le attenzioni di Bob Tarrant, un ricco scapolo.
Lo spettacolo di Strohm va incontro a un flop e Phyllis pianta Tito e lo show per partirsene per la California con Tarrant. E adesso anche Tito, dopo la chiusura della rivista, si trova sull'orlo del fallimento. Daisy, una delle sue modelle, accetta di sposare Rickey, un amico di Tito. Quando la ragazza scopre che invece di fare l'autista come lei credeva, Rickey è il figlio di un imprenditore piuttosto ricco chiamato "Riccardo il re dei vermicelli", lo convince ad aiutare Tito: sotto la direzione attenta di Norah, l'azienda si riprende. Tito, rendendosi conto della bravura e dell'amore della sua collaboratrice, mette la testa a partito e sposa Norah.

## Produzione
Il film fu prodotto dalla Screen Classics Inc. Tra gli attori, anche Jean Acker (che, prima della distribuzione del film, era stata accreditata come Jean Mendoza) che avrebbe sposato Rodolfo Valentino il 5 novembre, poco tempo dopo la realizzazione del film e Warner Baxter, ai primi passi nel mondo del cinema.

## Distribuzione
Il copyright del film, richiesto dalla Metro Pictures Corp., fu registrato il 1º ottobre 1919 con il numero LP14241.

Distribuito dalla Metro Pictures Corporation, il film uscì nelle sale statunitensi nell'ottobre 1919 dopo essere stato presentato in anteprima a Los Angeles nella settimana del 22 settembre.
Copia completa della pellicola si trova conservata negli archivi del George Eastman House di Rochester.